# خبزية كاملة
جاكية كاملة الورق أو جاكية ماليزية أو خبزية شمبيدك (الاسم العلمي: Artocarpus integer) هي نوع من النباتات يتبع جنس الخبزية من الفصيلة التوتية، هي أشجار كبيرة دائمة الخضرة أحادية النوع، يمكنها أن تنمو لتصل إلى إرتفاع 20 مترًا، ولكن معظمها يصل إلى 12 متراً فقط، تعد من المحاصيل المهمة في ماليزيا، ويزرع ايضاً في جنوب تايلاند وأجزاء من إندونيسيا.

## معرض الصور

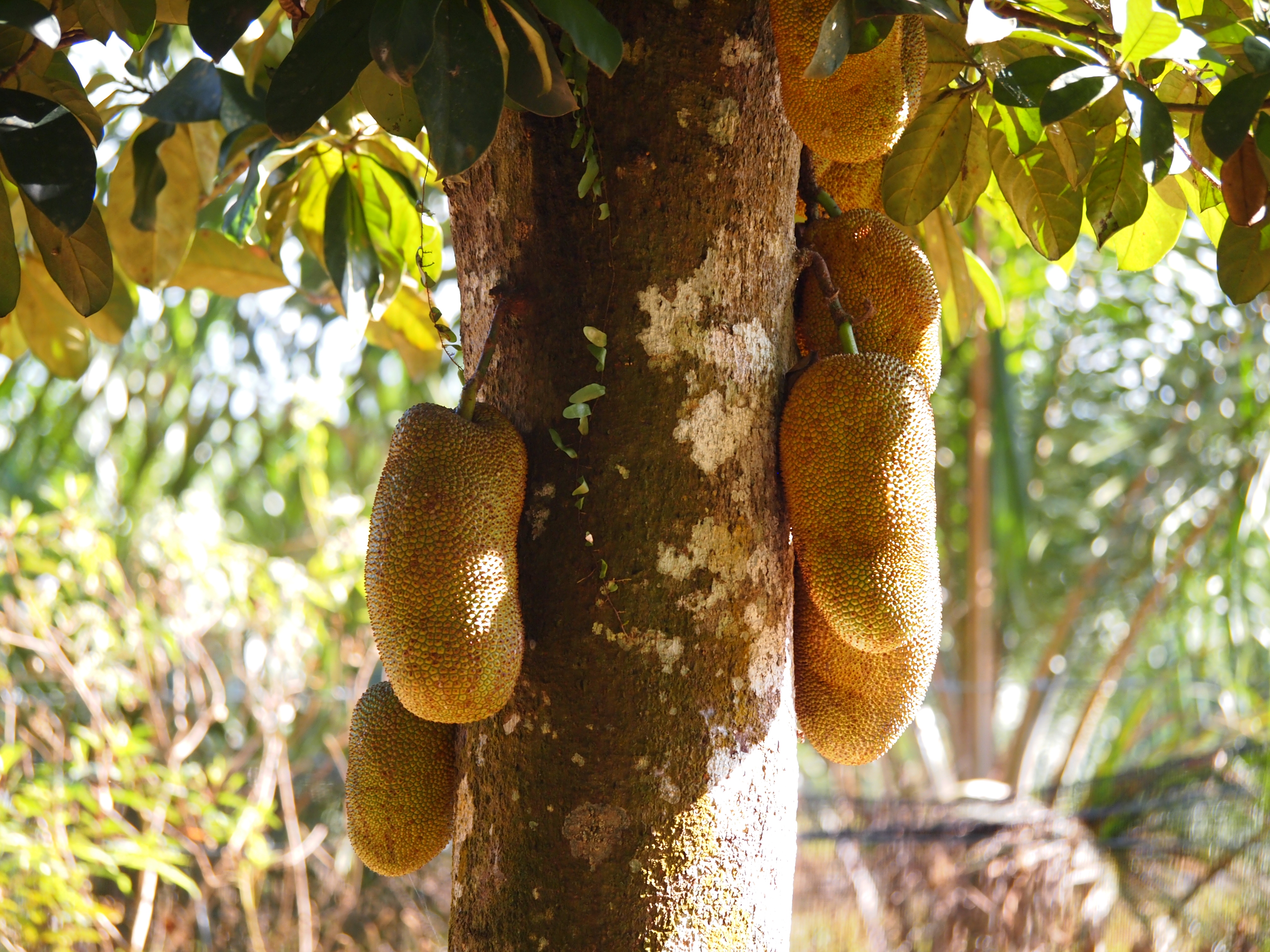
ثمرة ناضجة
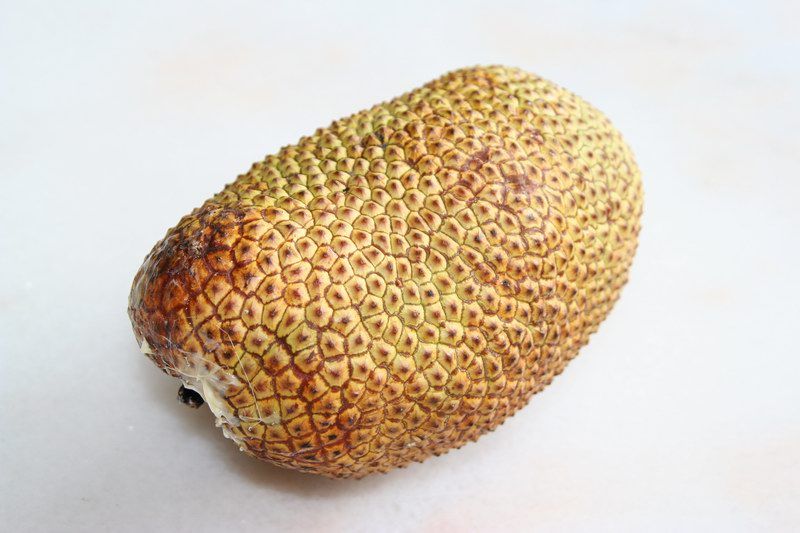
ثمرة كاملة
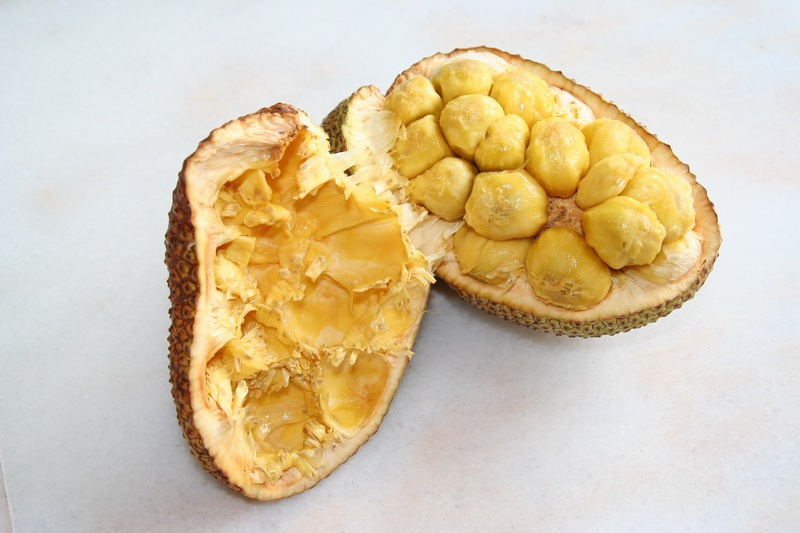
الثمرة من الداخل
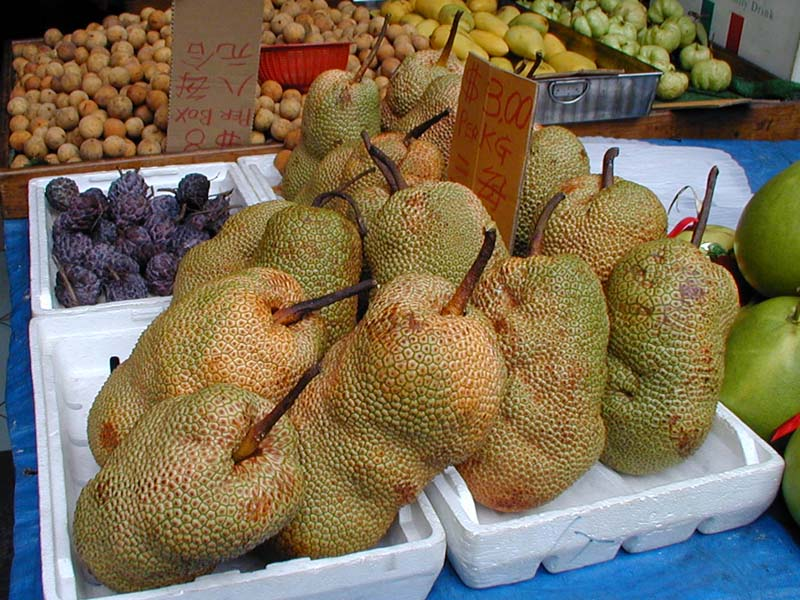
الثمرة للبيع في السوق الصيني